# طفل برجس
متكون طَفل برجس أو طَفل برجس أو برجس شيل هي طبقة رواسب حاوية للأحافير وهي منكشفة في جبال روكي الكندية، في بريتيش كولوميا، في كندا. اكتسبت شهرتها من خصائصها الإستثنائية في حفظ الأجزاء اللينة من أحافيرها. وجدت قبل 508 مليون سنة، في الكمبري المتوسط، وهي تعد أحد أقدم الطبقات الحاوية لطبعات الأجزاء اللينة.

## تاريخه وأهميته

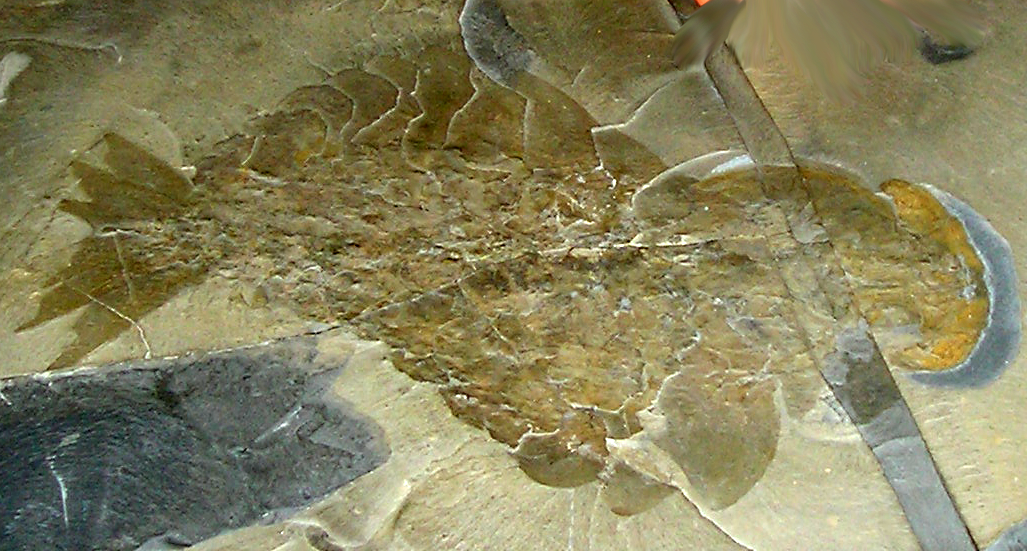
أول أحفورة أنومالوكاريس كاملة تم العثور عليها.

تم اكتشاف طفل برجيس بواسطة عالم الأحافير شارلز والكوت في 30 أوغسطس 1909، بينما كان في نهاية أحد الأعمال الحقلية هناك. ثم رجع عام 1910 مع ابنه وابنته وزوجته ليؤسسوا مقلعاً للأحافير. أصبح والكوت يتردد بشكل سنوي إلى المقلع حتى عام 1924، وذلك بسبب ما اكتشفه من الأهمية الكبيرة للأحافير التي حفظت أشكال الأجسام اللينة من الكائنات، والتشكيلة الواسعة من الكائنات التي اعتبرت جديدة للعلم. وفي ذلك العمر، 74 سنة، كان لديه مخزون من العينات أكثر من 65,000 عينة. لقد كان وصف الأحافير عملية ضخمة، سعى عليها بنفسه حتى وافته المنية عام 1927.
تم استئناف عمليات الحفر والتنقيب في مقلع والكوت بواسطة مفوضية المساحة الجيولوجية الكندية بعد أن أقنعها خبير ثلاثي الفصوص هاري بلاكمور ويتينغتون، وتم تأسيس مقلع جديد باسم ذا رايموند على ارتفاع 20 متراً أعلى من «فسل ريدج».
بعد أن اعترفت وكالة الحدائق الكندية ومنظمة اليونيسكو بأهمية طَفل برجس، أصبحت عملية التنقيب واستخراج الأحافير معقدة من الناحية السياسية من منتصف سبعينات القرن العشرين. لكن عمليات التنقيب مستمرة بواسطة متحف أونتاريو الملكي. وقد قام القيم على علم الأحافير اللافقرية، ديسموند كوللينز، بتعريف عدد من المنكشفات الإضافية، ذات طبقات أعلى وأخفض من مقلع والكوت الأصلي، وتم اكتشاف الكثير من الكائنات الجديدة بشكل أسرع وأغزر من أن يتم دراستهم. 
لقد قام كتاب ستيفن جاي غولد (Wonderful Life) الذي نشر عام 1989، بتعريف أحافير طَفل برجس للعامة، وجذب انتباههم نحوها. كان جولد يقترح بأن التنوع الإستثنائي للأحافير هناك، يدل أن أشكال الحياة في ذلك الوقت كانت أكثر تبايناً في أشكال أجسامها من تلك التي تعيش في وقتنا، وأن العديد من السلالات لم تكن إلا مجرد اختبارات تطورية وانقرضت. أعتمد غولد بشكل كبير في تفسيراته حول تنوع كائنات العصر الكمبري على تفسيرات كونوي موريس لكتابات تشارلز والكوت الأصلية. ومع ذلك لم يتفق كونوي موريس مع استنتاجات غولد، بحجة أن أغلب حيوانات الكمبري يمكن تصنيفها ضمن الشعب التصنيفية المعاصرة.
لقد جذب طَفل برجس اهتمام علماء المناخ القديم الذين كانوا يريدون دراسة وتوقع التغيرات المناخية المستقبلية للأرض على المدى البعيد. وفقاً لبيتر وارد ودونالد براونلي في كتابهما الصادر عام 2003 بعنون الحياة وموت كوكب الأرض، أن علماء المناخ درسوا السجلات الأحفورية المستخرجة من طَفل برجس ليفهموا الظروف المناخية لانفجار الكمبري، واستخدموها لتوقع كيف سيكون مناخ الأرض مستقبلاً عندما تسخن الشمس وتتمدد، مع ازدياد انخفاض مستويات غاز ثاني أوكسيد الكربون التي تسخن الأرض في نهاية المطاف إلى درجات حرارة لم يسبق لها مثيل منذ الدهر السحيق قبل 3 مليارات سنة قبل أن تغزو الحيوانات والنباتات سطح هذه الأرض، وهذا سيساعدهم في فهم كيف ومتى ستموت آخر الكائنات الحية.  في فبراير 2014، تم إعلان اكتشاف منكشف آخر لطَفل برجس في متنزه كوتني الوطني من الناحية الجنوبية. وفي غضون 15 يوم من عمليات التنقيب الميدانية في عام 2013، تم استخراج 50 نوعاً من الموقع الجديد.

## الوضع الجيولوجي

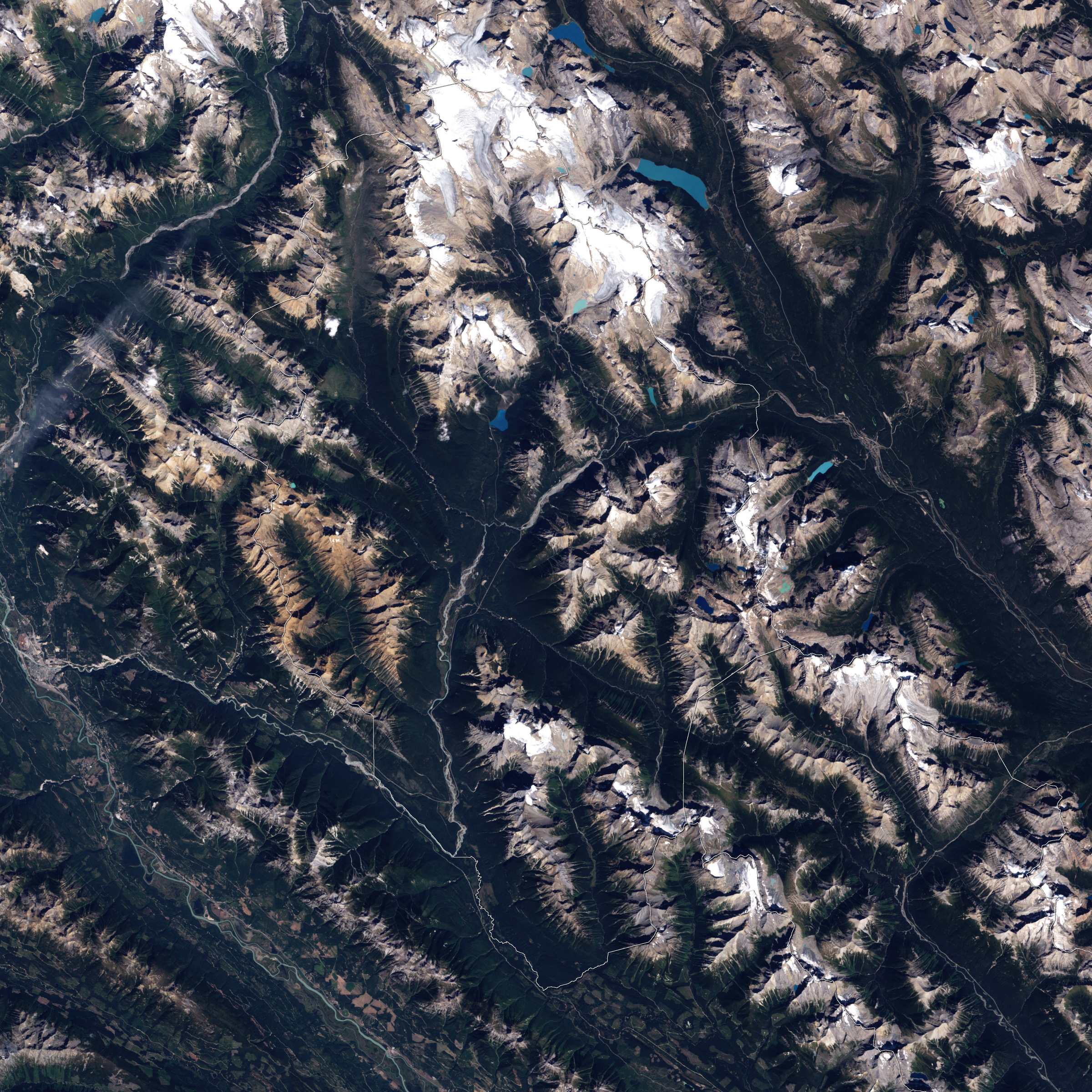
صورة من القمر الصناعي للمنطقة.

تعتبر رواسب طَفل برجس الغنية بالأحافير مرتبطة بمتكون ستيفن, الذي يحتوي على مجموعات من صخور الطين الجيرية الداكنة، ولها من العمر 508 مليون سنة. ترسبت الطبقات على قاعدة جرف بارتفاع 160 متراً، وفي عمق يتم تحريكه بواسطة الأمواج أثناء العواصف. هذه الجروف العمودية مكونة من شعاب متكون كاثيدرال الجيرية، التي ربما تكونت قبل فترة قصيرة من ترسب طَفل برجس. لا يعرف بوجه الدقة آلية تكون المتكون، لكن الفرضية الأكثر قبولاً تشير إلى أن حواف شعاب متكون كاثيدرال انفصلت عن باقية الشعاب، مما أدى إلى انزلاقها ونقلها لمسافات بعيدة - قد تصل إلى كيلومترات - عن حواف الشعاب. لاحقاً،  أدى إعادة تنشيط الصدوع القابعة أسفل قاعدة المتكون إلى انهياره قبل 509 مليون عام، مما تسبب في تكون منحدرات حادة، وقاع محمي من عمليات الضغط التكتونية، بسبب صخور الحجر الجيري المكونة لمتكون كاثيدرال صعبة الانضغاط. وهذه النوع من الحماية يشرح لماذا يصعب العمل مع الأحافير المحفوظة بعيداً عن متكون كاثيدرال، حيث يقوم الضغط التكتوني على الطبقات بتوليد انفلاقات عامودية تسبب تشقق الصخور، ولذلك تنقسم الصخور بشكل عامودي على الأحافير. مقلع والكوت ينتج نوعاً مميزاً من الأحافير لأنها قريبة جداً لمتكون ستيفن، ولهذا ليس من المستغرب أن عمليات التنقيب تمت بشكل قريب جداً من هاويات حواف الكمبري.
كان يعتقد في البداية أن طَفل برجس ترسب في ظروف فقيرة بالأكسجين, لكن الأبحاث المتزايدة تشير إلى أن الأكسجين كان متواجداً بشكل مستمر في الرواسب. كان يعتقد أن الظروف عديمة الأكسجين لا تحمي الكائنات حديثة النفوق من التحلل فحسب، بل كانت تكون ظروف كيميائية تسمح بحفظ الأجزاء اللينة من الكائنات. وهذه الظروف تقوم علاوة على ذلك بتقليص تواجد المتعضيات الحفارة (تم العثور على حفر ومسارات في الطبقات الحاوية على أحافير لكائنات ذوات أجسام لينة، لكن وجودها نادر وغالباً ما تشكل امتداد عامودي محدود).

## ستراتيجرافيا

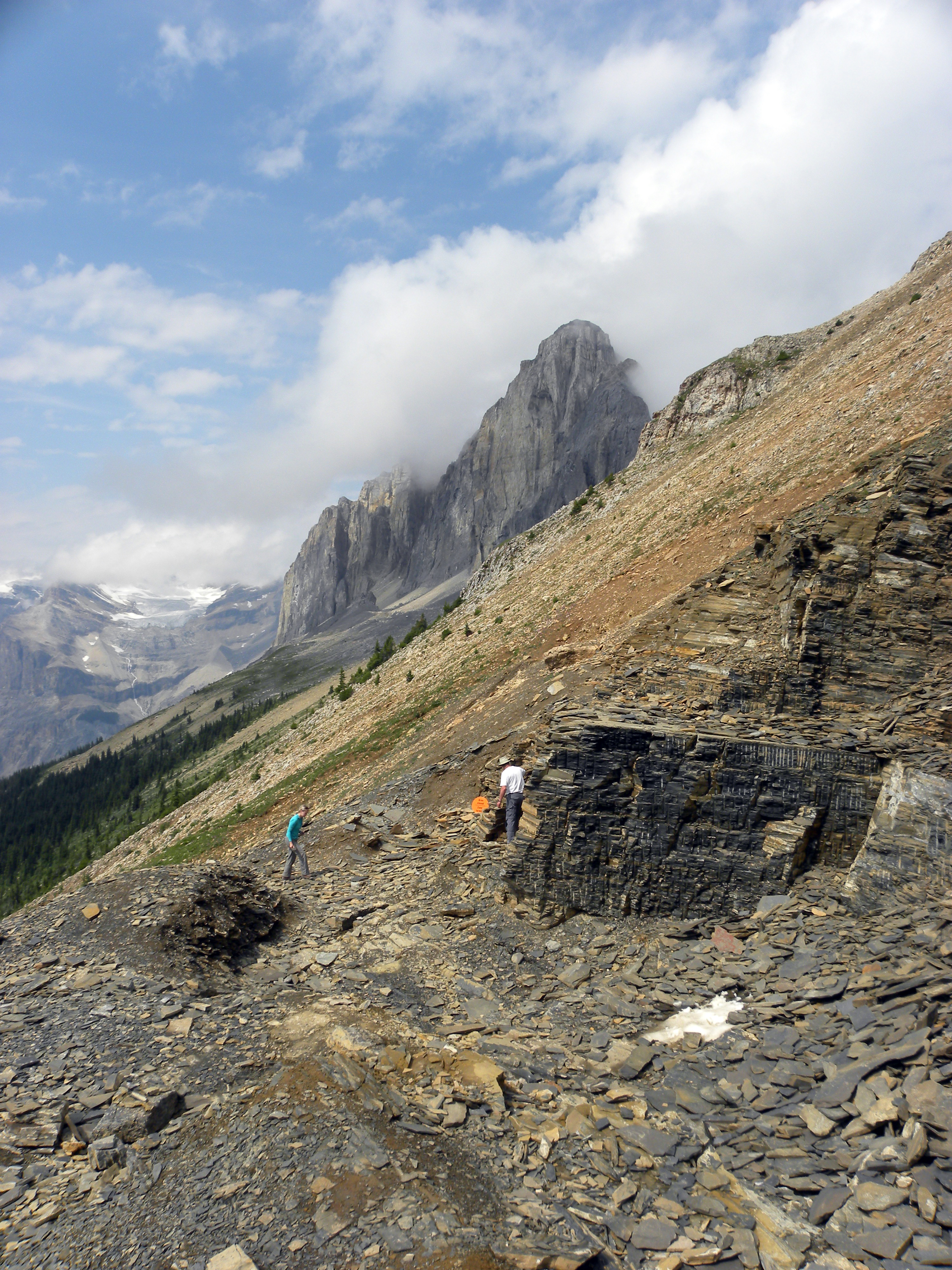
مقلع والكوت لطفل برجس, ويظهر هنا عضو مقلع طفل مقلع والكوت.

متكون طفل برجس يتكون من 10 أعضاء، وأشهرها عضو طَفل مقلع والكوت.

## التأريخ الأحفوري والتغيرات المابعدية
هناك العديد من من طبقات اللاغرستات المماثلة من العصر الكمبري؛ بل إن هذه المجموعات هي أكثر شيوعا في العصر الكمبري أكثر من أي فترة أخرى. هذا يرجع أساسا إلى محدودية أنشطة الحفر والتثقيب الحيوية؛ لكن عندما شاعت عمليات التعكير الحيوي خلال العصر الكمبري، أصبح من النادر حفظ الأجزاء الرخوة من الكائنات.

## المجتمع الأحيائي
المجتمع الحيوي (الحيويات) لطَفل برجس يبدو أنه المجتمع النموذجي الممثل لرواسب الكمبري الأوسط. على الرغم من أن الكائنات ذات الأجزاء الصلبة تشكل نسبة ضئيلة بمقدار 14% المجتمع الحيوي،  إلا أن نفس هذه الكائنات الحية وجدت بنسب مماثلة في أماكن أخريات من الكمبري. لذلك من غير المبرر افتراض استثنائية الكائنات الحية عديمة الأجزاء الصلبة، بل أن العديد منها يظهر في طبقات لاغرستاتن في عصور وأماكن مختلفة.